# Juan Carlos Alonso Derteano
Juan Carlos Alonso Derteano (n. Durango; 8 de marzo de 1958) es un ciclista español, profesional entre los años 1980 y 1986. Participó en las tres Grandes Vueltas: Vuelta a España, Giro de Italia y Tour de Francia.
Después de su retirada trabajó como auxiliar en el equipo Cafés Baqué.

## Palmarés
1979
- 3º de la Clasificación General de la Vuelta a Navarra

1981
- 2º de la Clasificación General de la Vuelta a Castilla

1982
- Circuito de Guecho

## Resultados en Grandes Vueltas y Campeonato del Mundo
Durante su carrera deportiva ha conseguido los siguientes puestos en las Grandes Vueltas y en los Campeonatos del Mundo en carretera:
| Carrera         | 1980 | 1981 | 1982  | 1983 | 1984 | 1985 | 1986 |
| --------------- | ---- | ---- | ----- | ---- | ---- | ---- | ---- |
| Giro de Italia  | -    | -    | -     | -    | Ab.  | -    | -    |
| Tour de Francia | -    | -    | 122.º | -    | -    | -    | -    |
| Vuelta a España | Ab.  | -    | 44.º  | Ab.  | 26º  | -    | -    |
| Mundial en Ruta | -    | -    | -     | -    | -    | -    | -    |

-: No participa

Ab.: Abandono

## Equipos
- Henninger Aquila Rosa (1980)
- Teka (1981-1983)
- Alfa-Lum (1984-1985)
- Seat-Orbea (1986)